# Štefánia Michalková
Štefánia Michalková (* 4. ledna 1956) byla slovenská a československá politička a bezpartijní poslankyně Sněmovny lidu Federálního shromáždění za normalizace.

## Biografie
K roku 1986 se profesně uvádí jako samostatná referentka. Ve volbách roku 1986 zasedla do Sněmovny lidu (volební obvod č. 138 - Karlova Ves, Bratislava). Ve Federálním shromáždění setrvala do ledna 1990, kdy ji odvolala Národní fronta v rámci procesu kooptací do Federálního shromáždění po sametové revoluci.